# Olympische Sommerspiele 2004/Teilnehmer (Vanuatu)
| Gelbes Symbol für Goldmedaillen mit stilisierten Olympischen Ringen | Graues Symbol für Silbermedaillen mit stilisierten Olympischen Ringen | Braundes Symbol für Bronzemedaillen mit stilisierten Olympischen Ringen |
| ------------------------------------------------------------------- | --------------------------------------------------------------------- | ----------------------------------------------------------------------- |
| —                                                                   | —                                                                     | —                                                                       |

Vanuatu nahm bei den Olympischen Sommerspielen 2004 in Athen zum fünften Mal an Olympischen Sommerspielen teil. Die Delegation umfasste zwei Athleten.

## Teilnehmer nach Sportart

### Leichtathletik
- Moses Kamut
Männer, 400 m: in der 1. Runde ausgeschieden (48,14 s)

- Katura Marae
Frauen, 100 m: in der 1. Runde ausgeschieden (13,49 s)